# Lego Duplo

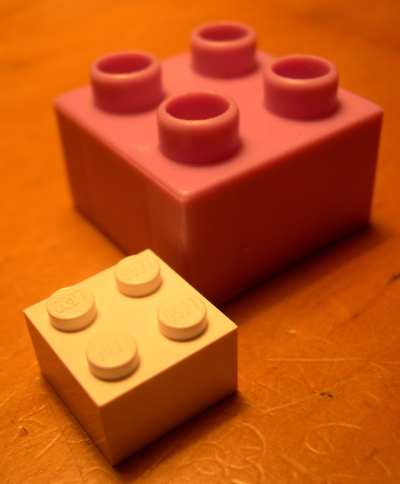
kostka běžného lega (v popředí) v porovnání s kostkou Lego Dupla (v pozadí)

Lego Duplo je sada stavebnic Lego určená pro nejmenší děti, tedy ve věku 0,5 až do 5 let. Kromě ní existuje lego klasické a Lego Technic, které je určené pro děti ve věku od 12 do 16 let.
Lego Duplo se od ostatních stavebnic liší především přizpůsobením se dětem. Modely, které se ze stavebnic skládají, nejsou příliš složité (na rozdíl od  stavebnic pro starší děti). Kostky jsou rozměrnější, veselých barev a mnohdy doplněné různými prvky oblíbenými u malých dětí (usmívající se tvorové, mrkající oči, stromky s ovocem apod.). Také panáčci jsou asi dvakrát větší než klasičtí.
První sety Lego Duplo byly vydány v roce 1969. Již v roce 1950 však společnost Lego po vzoru britské firmy Kiddicraft vyrobila velké plastové kostky, určené pro nejmenší děti. Jejich výroba však zřejmě neobstála v konkurenci dřevěných kostek a neměla dlouhého trvání.